# جيمي ووكر (لاعب كرة قدم)
جيمي ووكر (بالإنجليزية: Jimmy Walker)‏ (1 يناير 1925 بديترويت في الولايات المتحدة - ) هو مدرب كرة قدم ولاعب كرة قدم أمريكي في مركز جناح ‏. شارك مع منتخب اسكتلندا لكرة القدم. أما مع النوادي، فقد لعب مع نادي بارتيك ثيسل وهارت أوف ميدلوثيان ونادي لانارك الثالث.

## وصلات خارجية
- جيمي ووكر على موقع قاعدة بيانات كرة القدم.إي يو (الإنجليزية)